# 伞形花耳草
伞形花耳草（学名：Hedyotis umbellata）为茜草科耳草属下的一个种。

## 扩展阅读
- 維基物種上的相關：伞形花耳草